# Basal (Hungria)
Basal é um município da Hungria, situado no condado de Baranya. Tem 4,04 km² de área e sua população em 2019 foi estimada em 159 habitantes.